# Montroty
Montroty [mɔ̃ʁoti], ou Mont-Rôty, est une commune française du département de Seine-Maritime en Normandie.

## Géographie
| Bosc-Hyons | Avesnes-en-Bray    | Ernemont-la-Villette |
| Bézancourt | Montroty           |                      |
|            | Bézu-la-Forêt Eure | Neuf-Marché          |

### Hydrographie
La commune est située dans le bassin Seine-Normandie. Elle n'est drainée par aucun cours d'eau,.

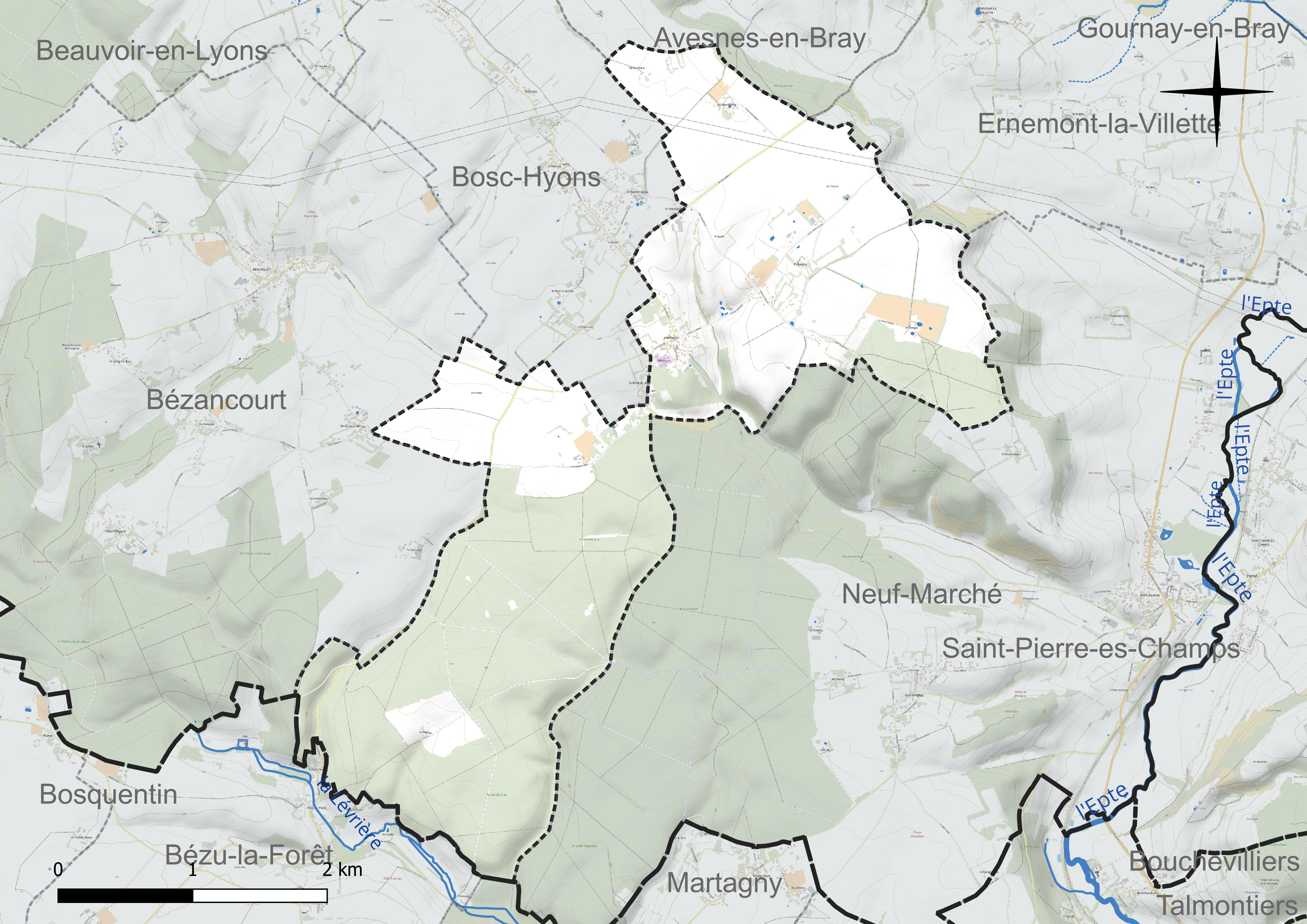
Réseau hydrographique de Montroty.

### Climat
Pour des articles plus généraux, voir Climat de la Normandie et Climat de la Seine-Maritime.
En 2010, le climat de la commune est de type climat océanique dégradé des plaines du Centre et du Nord, selon une étude du CNRS s'appuyant sur une série de données couvrant la période 1971-2000. En 2020, Météo-France publie une typologie des climats de la France métropolitaine dans laquelle la commune est exposée à un climat océanique et est dans la région climatique Côtes de la Manche orientale, caractérisée par un faible ensoleillement (1 550 h/an) ; forte humidité de l’air (plus de 20 h/jour avec humidité relative > 80 % en hiver), vents forts fréquents. Parallèlement le GIEC normand, un groupe régional d’experts sur le climat, différencie quant à lui, dans une étude de 2020, trois grands types de climats pour la région Normandie, nuancés à une échelle plus fine par les facteurs géographiques locaux. La commune est, selon ce zonage, exposée à un « climat contrasté des collines », correspondant au Pays de Bray, bien arrosé et frais.
Pour la période 1971-2000, la température annuelle moyenne est de 9,9 °C, avec une amplitude thermique annuelle de 14,1 °C. Le cumul annuel moyen de précipitations est de 839 mm, avec 12,5 jours de précipitations en janvier et 8,4 jours en juillet. Pour la période 1991-2020, la température moyenne annuelle observée sur la station météorologique la plus proche, située sur la commune d'Étrépagny à 15 km à vol d'oiseau, est de 11,3 °C et le cumul annuel moyen de précipitations est de 774,0 mm,. Pour l'avenir, les paramètres climatiques de la commune estimés pour 2050 selon différents scénarios d’émission de gaz à effet de serre sont consultables sur un site dédié publié par Météo-France en novembre 2022.

## Urbanisme

### Typologie
Au 1er janvier 2024, Montroty est catégorisée commune rurale à habitat dispersé, selon la nouvelle grille communale de densité à sept niveaux définie par l'Insee en 2022. Elle est située hors unité urbaine. Par ailleurs la commune fait partie de l'aire d'attraction de Paris, dont elle est une commune de la couronne,. Cette aire regroupe 1 929 communes,.

### Occupation des sols
L'occupation des sols de la commune, telle qu'elle ressort de la base de données européenne d’occupation biophysique des sols Corine Land Cover (CLC), est marquée par l'importance des territoires agricoles (53,9 % en 2018), une proportion identique à celle de 1990 (53,9 %). La répartition détaillée en 2018 est la suivante : forêts (46,1 %), terres arables (31,4 %), prairies (19,2 %), zones agricoles hétérogènes (3,3 %). L'évolution de l’occupation des sols de la commune et de ses infrastructures peut être observée sur les différentes représentations cartographiques du territoire : la carte de Cassini (XVIIIe siècle), la carte d'état-major (1820-1866) et les cartes ou photos aériennes de l'IGN pour la période actuelle (1950 à aujourd'hui).

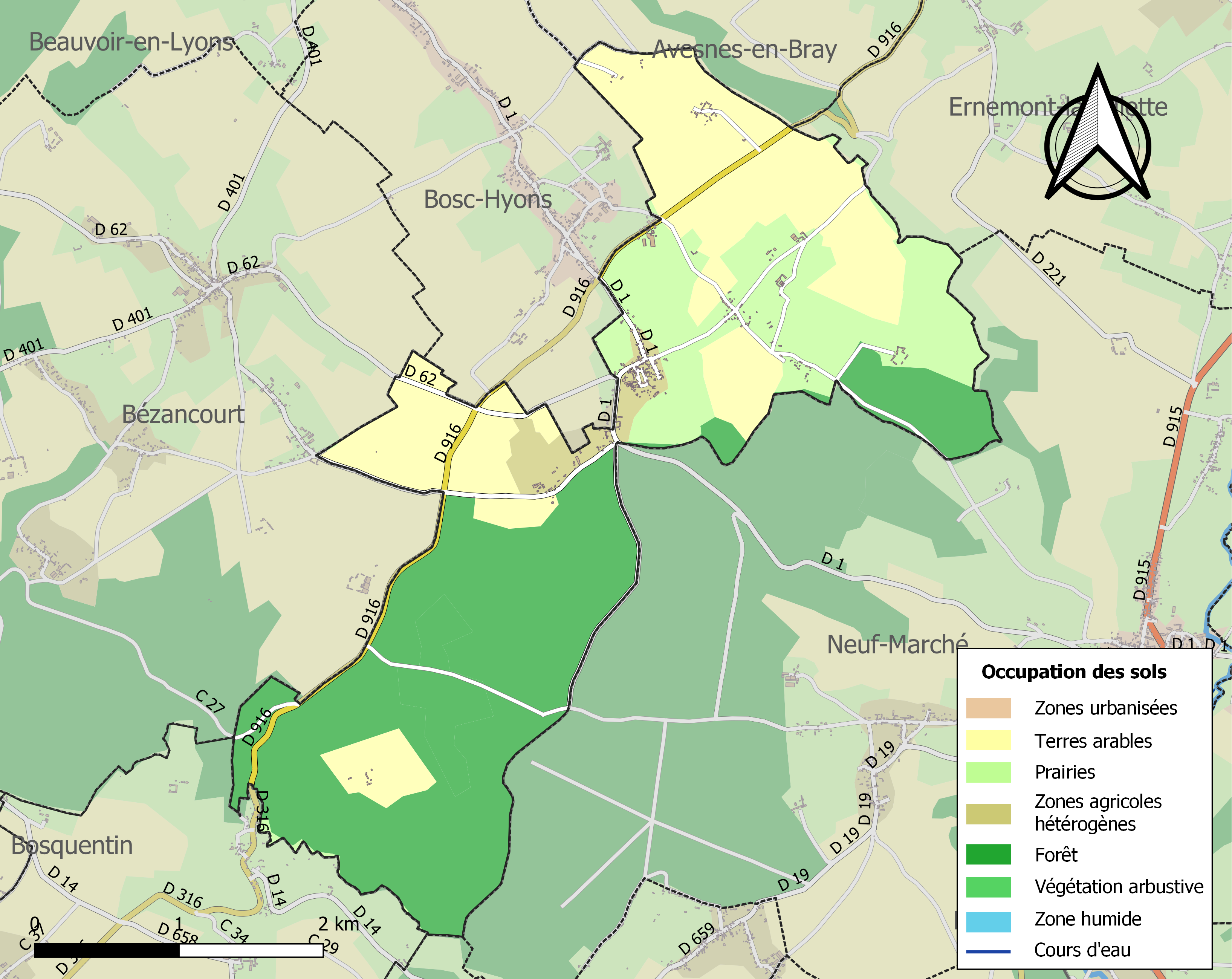
Carte des infrastructures et de l'occupation des sols de la commune en 2018 (CLC).

## Toponymie
Le nom de la localité est attesté sous les formes In grangia de Mont rosti en 1186 et 1187; Grangia nostra de Monte Rosti en 1243,;  Mont rosti en 1219; Eglise Magdalleme de Mont Rosti en 1649; Chapelle Sainte Marie Madeleine de Montroti; Cure de Montroty en 1652 et 1654; Prieur curé de Montroty entre 1704; et 1734; Paroisse Sainte Madeleine de Mont Roty en 1716; Paroisse Sainte Marie Madeleine de Montroty en 1727; Montrosty en 1715; Montroty en 1757 (carte de Cassini).
Il s'agit visiblement d'un toponyme évoquant un mont (en l'occurrence ici une colline) desséché par le soleil ou la désignation d'un brûlis, bien que l'on ne connaisse pas à ce jour d'autre emploi du verbe cuire en toponymie.
Le nom de la commune est officiellement Montroty dans le Code officiel géographique. Une procédure a été engagée en 2015 à l'initiative du conseil municipal pour rendre cette inscription conforme à l'orthographe Mont-Rôty pratiquée dans la commune. Malgré les avis favorables de la Poste, des Archives départementales et du Conseil départemental, la rectification a été refusée par l’administration centrale.

## Histoire
Il y avait au lieu-dit le Temple, également appelé château du Temple, une ancienne commanderie templière, et qui fut à la dévolution des biens de l'ordre du Temple transféré aux Hospitaliers de l'ordre de Saint-Jean de Jérusalem.

## Politique et administration
| Période                                  | Période        | Identité                     | Étiquette | Qualité |
| ---------------------------------------- | -------------- | ---------------------------- | --------- | --- |
| Les données manquantes sont à compléter. |                |                              |           | |
|                                          | 1857           | Lavallée                     |           | |
| 1857                                     | 1859           | Jérôme-Sulpice d'Aubermesnil |           | |
| Les données manquantes sont à compléter. |                |                              |           | |
| avant 1988                               | mars 2008      | René Quesney                 |           | |
| mars 2008                                | 5 janvier 2011 | Alain Carment                | DVG       | Employé d'IME Maire de Gournay-en-Bray (1989 → 1995) Conseiller général de Gournay-en-Bray (1987 → 2011) Président de la CC du canton de Gournay-en-Bray ( ? → 2011) Décédé en fonction |
| février 2011                             | mars 2014      | Denis Cloët                  |           | Agriculteur |
| 2014                                     | En cours       | Céline Élie                  |           | Informaticienne Réélue pour le mandat 2020-2026, |

## Démographie
L'évolution du nombre d'habitants est connue à travers les recensements de la population effectués dans la commune depuis 1793. Pour les communes de moins de 10 000 habitants, une enquête de recensement portant sur toute la population est réalisée tous les cinq ans, les populations de référence des années intermédiaires étant quant à elles estimées par interpolation ou extrapolation. Pour la commune, le premier recensement exhaustif entrant dans le cadre du nouveau dispositif a été réalisé en 2006.

En 2022, la commune comptait 255 habitants, en évolution de −6,59 % par rapport à 2016 (Seine-Maritime : +0,35 %, France hors Mayotte : +2,11 %).
| 1793 | 1800 | 1806 | 1821 | 1831 | 1836 | 1841 | 1846 | 1851 |
| ---- | ---- | ---- | ---- | ---- | ---- | ---- | ---- | ---- |
| 640  | 511  | 505  | 456  | 418  | 419  | 382  | 361  | 339  |

| 1856 | 1861 | 1866 | 1872 | 1876 | 1881 | 1886 | 1891 | 1896 |
| ---- | ---- | ---- | ---- | ---- | ---- | ---- | ---- | ---- |
| 357  | 367  | 339  | 309  | 306  | 277  | 277  | 301  | 290  |

| 1901 | 1906 | 1911 | 1921 | 1926 | 1931 | 1936 | 1946 | 1954 |
| ---- | ---- | ---- | ---- | ---- | ---- | ---- | ---- | ---- |
| 251  | 250  | 210  | 194  | 205  | 215  | 199  | 225  | 222  |

| 1962 | 1968 | 1975 | 1982 | 1990 | 1999 | 2006 | 2011 | 2016 |
| ---- | ---- | ---- | ---- | ---- | ---- | ---- | ---- | ---- |
| 198  | 178  | 165  | 198  | 188  | 207  | 256  | 263  | 273  |

| 2021 | 2022 | - | - | - | - | - | - | - |
| ---- | ---- | - | - | - | - | - | - | - |
| 263  | 255  | - | - | - | - | - | - | - |

## Culture locale et patrimoine

### Lieux et monuments
- Église Sainte-Madeleine
- Monument aux morts (1922)

## Héraldique
| Blason de Montroty | Blason  | Coupé voûté: au 1er de gueules à un soleil d'or adextré d'une une croix de Malte et senestré d'un vase, le tout d'argent, au 2e d'or à une forêt terrassée de sinople devant laquelle broche un cerf passant au naturel. |
| Blason de Montroty | Détails | Créé par JF Binon. Adopté le 14 juin 2024. |